# Suggrundus macracanthus
Suggrundus macracanthus är en fiskart som först beskrevs av Bleeker, 1869.  Suggrundus macracanthus ingår i släktet Suggrundus och familjen Platycephalidae. Inga underarter finns listade i Catalogue of Life.